# Lepidopsetta mochigarei
Lepidopsetta mochigarei är en fiskart som beskrevs av Snyder, 1911. Lepidopsetta mochigarei ingår i släktet Lepidopsetta och familjen flundrefiskar. Inga underarter finns listade i Catalogue of Life.